# Laudon (Haute-Savoie)
Pour les articles homonymes, voir Laudon.
Le Laudon est un torrent de France qui constitue l'un des apports d'eau de surface du lac d'Annecy en Haute-Savoie, en rive gauche ou ouest. C'est aussi un sous-affluent du Rhône par le Thiou et le Fier.

## Géographie

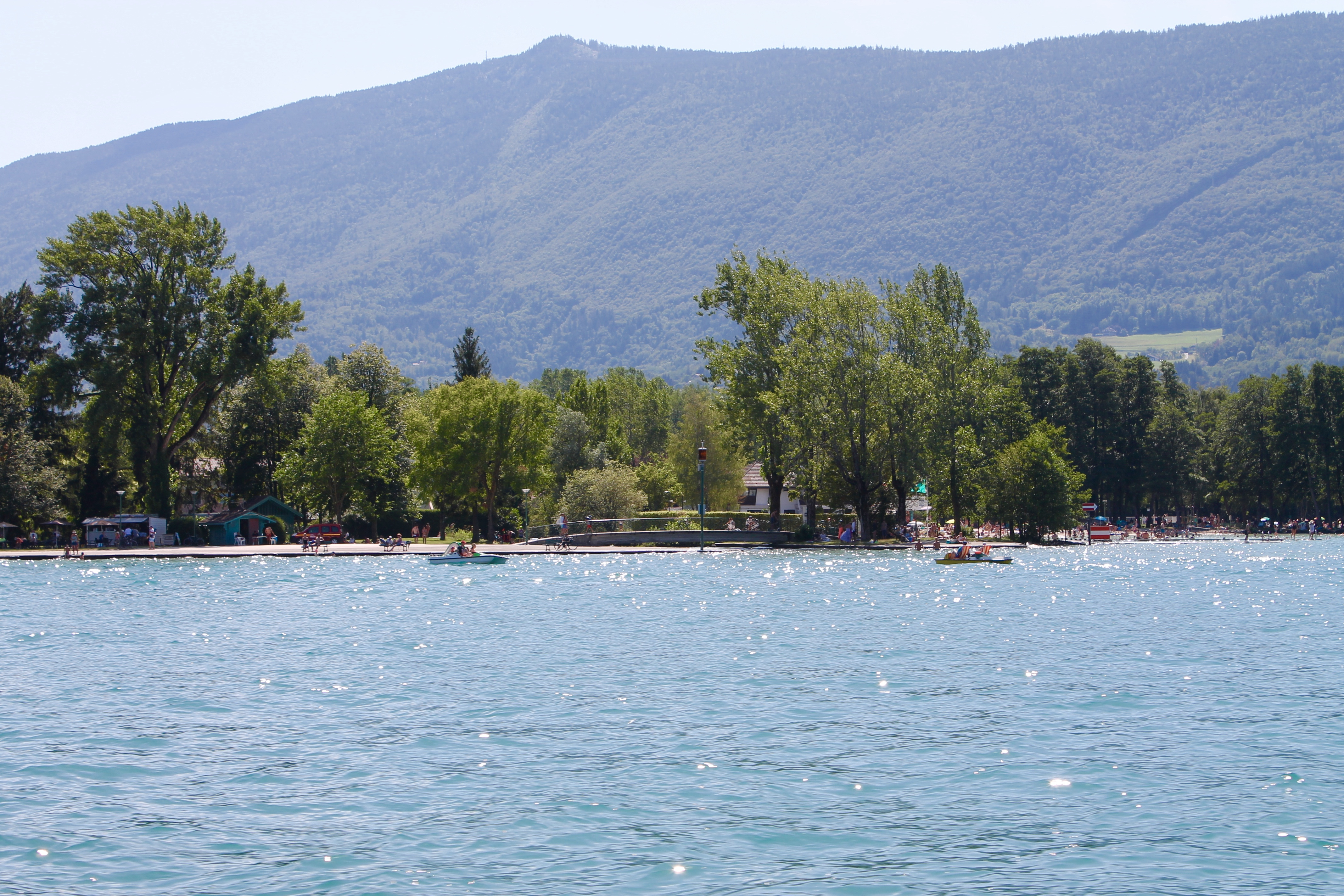
Embouchure du Laudon à Saint-Jorioz et l'esplanade de l'Espérance.

Le Laudon prend source à 872 m d'altitude, sous la Roche Plana (1 390 m), située sur le flanc occidental de la montagne d'Entrevernes, appartenant au massif des Bauges
La longueur de son cours est de 9,9 kilomètres.
Le Laudon a son embouchure, à 447 m d'altitude, en rive gauche ou ouest sur la commune de Saint-Jorioz.

### Communes traversées

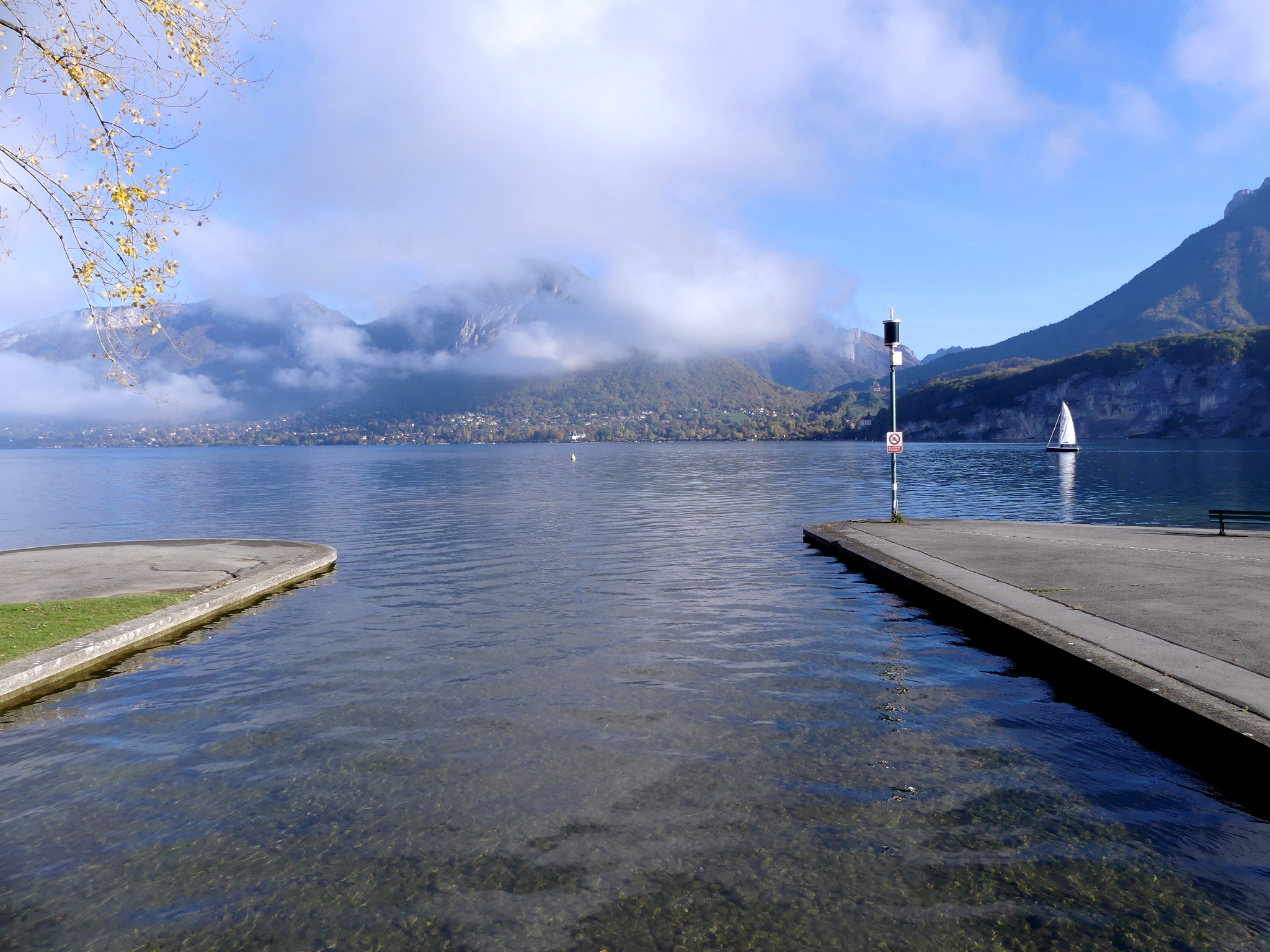
Embouchure dans le lac d'Annecy.

Dans le seul département de la Haute-Savoie, le Laudon traverse les quatre communessuivantes, de l'amont vers l'aval, de Leschaux (source) La Chapelle-Saint-Maurice, Saint-Eustache, et Saint-Jorioz (confluence), situées dans le canton de Seynod, dans l'arrondissement d'Annecy. L'ensemble forme une petite région naturelle appelée le Pays du Laudon.

### Bassin versant
Le Laudon traverse une seule zone hydrographique le Thiou (V123) de 299 km2 de superficie. Ce bassin versant est constitué à 62,27 % de « forêts et milieux semi-naturels », à 15,16 % de « territoires agricoles », à 12,72 % de « territoires artificialisés », à 8,98 % de « surfaces en eau ».

## Affluent
Le Laudon a un seul affluent référencé :
- le Ruisseau (rg), 1,3 km sur la seule commune de Saint-Jorioz.

Donc son rang de Strahler est de deux.

## Galerie

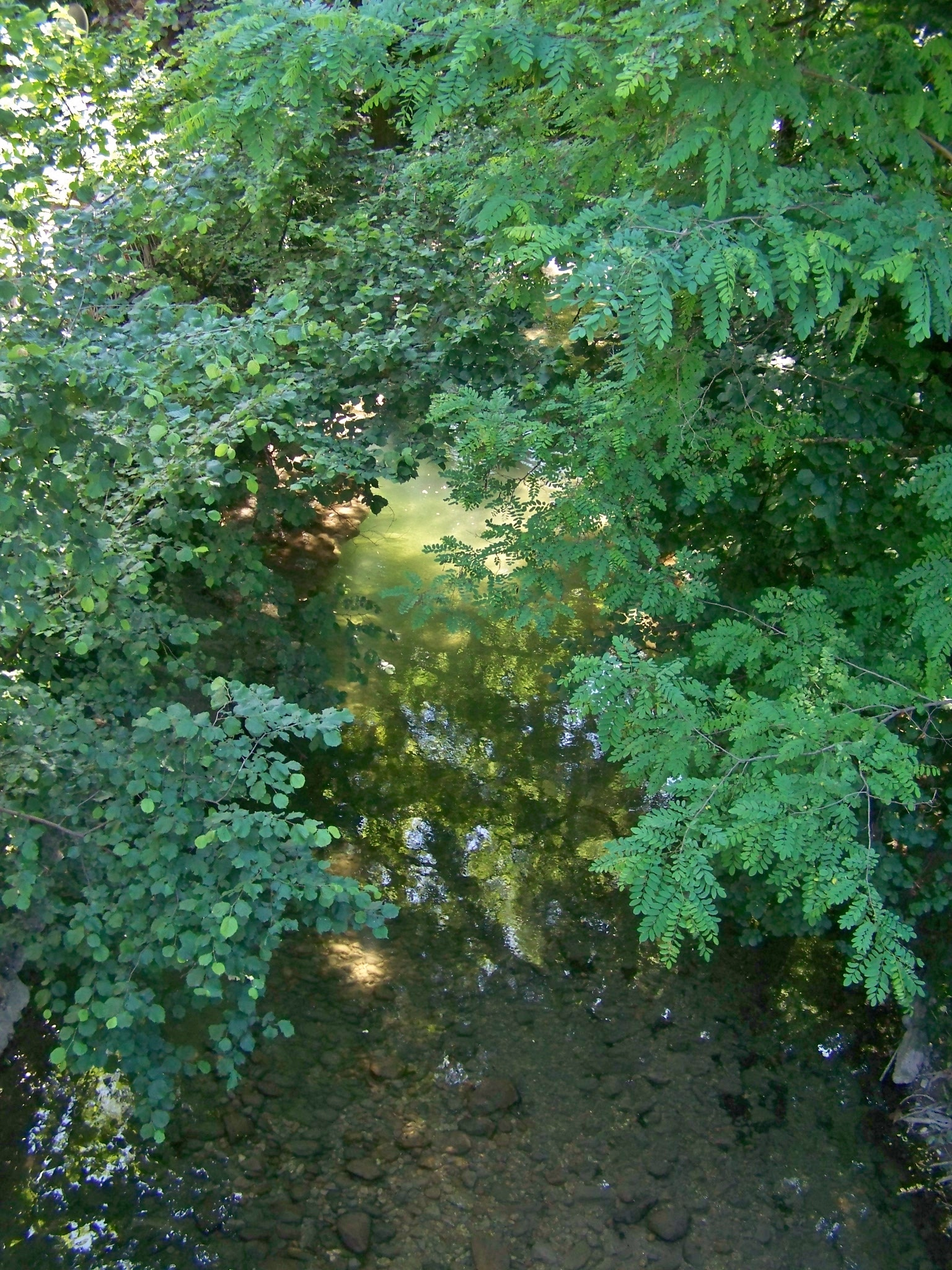
le Laudon à Saint-Jorioz vu côté Bauges (2012)
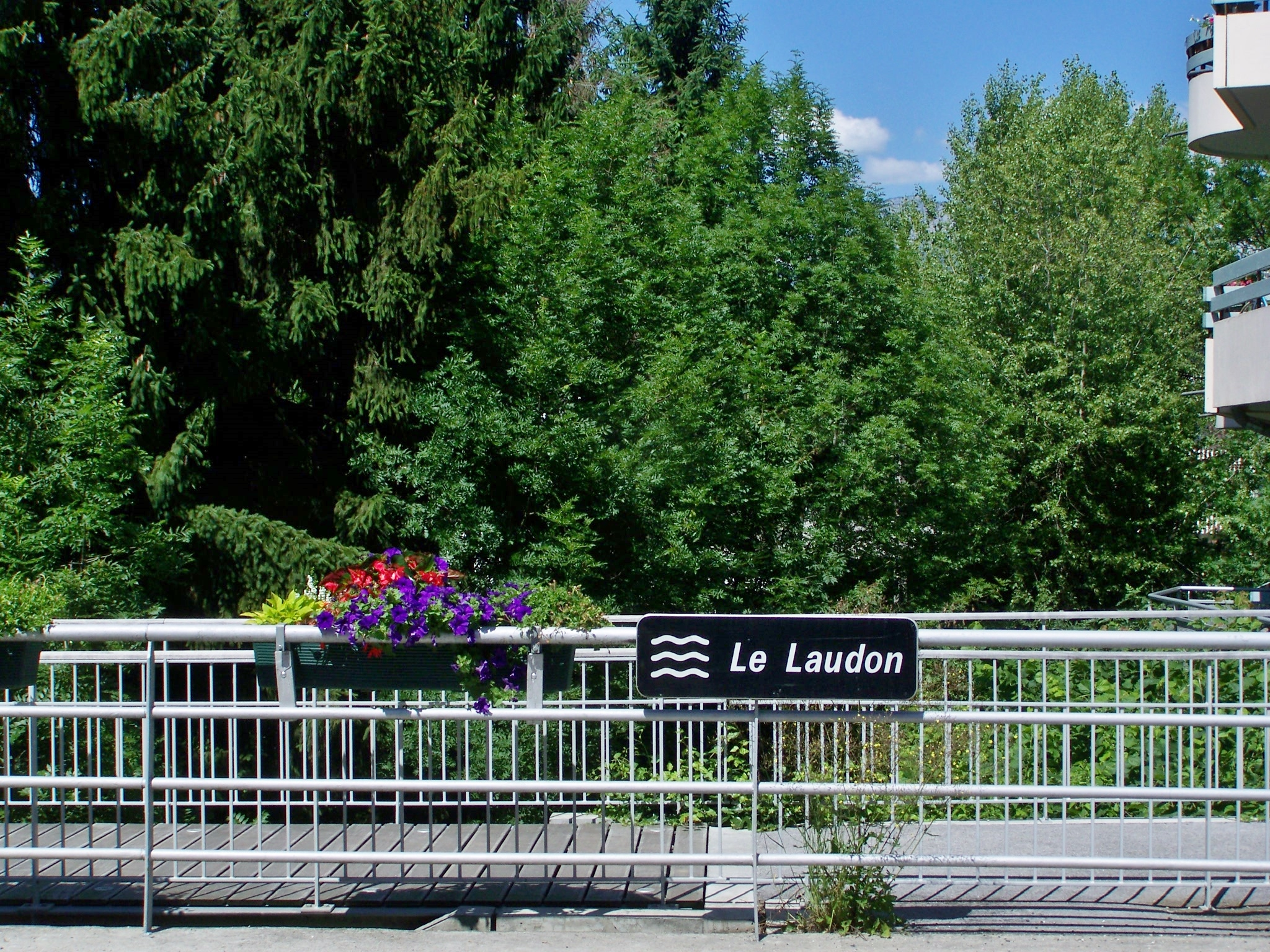
Panneau du Laudon à Saint-Jorioz (2012)